# Beulah Valley
Beulah Valley è un centro abitato (census-designated place) degli Stati Uniti d'America, situato nella contea di Pueblo dello stato del Colorado. Nel censimento del 2000 la popolazione era di 1.164 abitanti.

## Geografia fisica
Secondo i rilevamenti dell'United States Census Bureau, Beulah Valley si estende su una superficie di 285,5 km².